# Winnal
Winnal lub Winnall – przysiółek w Anglii, w Herefordshire, w dystrykcie (unitary authority) Herefordshire. Winnall jest wspomniana w Domesday Book (1086) jako Wilehalle.